# Simo-Pekka Olli
Simo-Pekka Olli (ur. 13 listopada 1985 w Turku) – fiński siatkarz, reprezentant kraju, występujący obecnie w drużynie Raision Loimu. Wraz ze swoją reprezentacją występował w Lidze Światowej 2008 i 2010.

## Kariera
- 2004–2005 Raision Loimu
- 2005–2006 Giotto Padoue
- 2006–2007 Agnelli Metallo Bergamo
- 2007–2008 Antonveneta Padwa
- 2008- Raision Loimu

## Sukcesy
- 2004/2005:  Puchar z Raision Loimu